# Disturbo dissociativo dell'identità
Il disturbo dissociativo dell'identità (DDI o DID, dall'inglese Dissociative Identity Disorder), in passato definito disturbo di personalità multipla, è una condizione mentale di base traumatica definita nel 1994 da una serie di criteri diagnostici nel DSM come un particolare tipo di disturbo dissociativo. 
In entrambi i sistemi della terminologia, la diagnosi richiede almeno due identità che prendano costantemente il controllo del comportamento dell'individuo con un'eventuale perdita di memoria temporanea, una forma di amnesia che va oltre la solita dimenticanza; inoltre i sintomi non possono essere l'effetto temporaneo dell'abuso di sostanze o di una condizione medica generalizzata. Il DDI è meno comune rispetto ad altri disturbi dissociativi, che si verificano in circa l'1% dei casi ed è spesso in comorbilità con altri disturbi.
Il DDI tuttavia viene diagnosticato più frequentemente negli Stati Uniti d'America che in altri paesi. Tuttavia, lo sviluppo di strumenti per valutare i sintomi dissociativi ha identificato la presenza di DDI in Canada, Europa, Asia, Oceania e America Latina.

## Sintomi
Secondo il DSM, il DDI implica "la presenza di due o più identità o stati di personalità separate che a loro volta prendono il controllo del comportamento del soggetto, accompagnato da un'incapacità di evocare i ricordi personali". In ogni individuo affetto da DDI i sintomi variano e il comportamento può essere spesso inadeguato in situazioni particolari. I pazienti possono avvertire sintomi che sarebbero simili ad epilessia, ansia, disturbi dell'umore, disturbo post-traumatico da stress e disturbi della nutrizione e dell'alimentazione.
I sintomi come l'amnesia dissociativa, la depersonalizzazione, la derealizzazione e la fuga dissociativa sono correlati alla diagnosi del DDI e non vengono mai diagnosticati separatamente. Gli individui possono essere spaventati dai sintomi del DDI (pensieri intrusivi o emozioni) e dalle loro conseguenze. La maggior parte dei pazienti con DDI aveva subito abusi sessuali o fisici, ma la natura dei rapporti tra il DDI e questo genere di traumi rimane da chiarire. Queste identità dissociative, dette anche alters, cioè "altri", possono avere un impatto sulla coscienza e la memoria del paziente, che può avere conseguenze gravi nella vita di quest'ultimo. I pazienti vittime di abusi preferiscono evitare di parlare di questi sintomi perché hanno un legame con il trauma subito, ed emozioni associate di vergogna e paura, o spesso lo hanno rimosso e si ripresenta sotto forma di flashback somatosensoriali.
Tra gli altri sintomi del DDI sono inclusi stati di trances spontanee, il cambio di stato o switching, regressioni e la fusione e sovrapposizione degli stati del sé. Inoltre le persone con DDI potrebbero avere flashback, comportamenti autolesionistici o ideazione suicidaria. La dissociazione strutturale nel DID può rendere complesso mantenere una stabilità nello studio, nel lavoro e/o nelle relazioni.

## Cause
Questo disturbo è legato all'interazione con uno stress intenso, traumi antecedenti, storia di nutrizione inadeguata durante l'infanzia e un'innata capacità di dissociare i ricordi o esperienze vissute. Un'alta percentuale di pazienti con DDI segnalano di aver subito abusi durante l'infanzia, soprattutto quelli chi ne è stato vittima durante la prima e la seconda infanzia. Secondo Van der Hart et al., i traumi associati allo sviluppo di sintomi dissociativi includono maltrattamenti infantili, abusi sessuali e fisici, nonché esperienze intense quali guerre, prigionia, genocidi e migrazioni forzate. Anche torture, incidenti, disastri naturali e procedure mediche invasive sono stati identificati come fattori di rischio.

### Modello dei disordini dello spettro traumatico
Questo modello proposto da Bremner inserisce il DDI insieme al disturbo da stress post-traumatico (PTSD), disturbo borderline di personalità (DBP) e disturbi dissociativi, i quali anche se distinti condividerebbero come causa più comune eventi traumatici durante l'infanzia e una simile attivazione dei sistemi neurofisiologici legati alla sopravvivenza. I traumi possono alterare i livelli di ormoni e neurotrasmettitori come il cortisolo e la noradrenalina, riducendo il volume dell'ippocampo, un'area del cervello cruciale per la memoria e per la regolazione emotiva, mentre la genetica sembra modulare come lo stress si manifesta.

### Modello neurobiologico
La dissociazione data da eventi traumatici può essere considerata un meccanismo di difesa adattivo per far fronte a minacce schiaccianti che non possono essere prevenute o evitate. Il modello neurobiologico ipotizza che nelle persone con DDI o nel sottotipo del PTSD in cui è presente la dissociazione, l'amigdala è ipoattiva e questo è correlato a sintomi di depersonalizzazione e torpore.